# Pierre Mourier
Pierre Mourier, né et baptisé le 9 novembre 1766 à Limoges (paroisse Saint-Michel), mort le 31 août 1844 à Limoges (Haute-Vienne), est un général français de la Révolution et de l’Empire. 
Fils d'autre Pierre Mourier, sieur des Granges en Verneuil-sur-Vienne (87), négociant en bois et de Jeanne Meynieux, issue de la bourgeoisie de Limoges.

## Biographie
Il fut élève du Collège Royal Sainte-Marie de Limoges, aujourd'hui le lycée Gay-Lussac. 
Volontaire national
Après ses études, il suit son père dans le commerce du bois. La Révolution l'entraîne à l'âge de 25 ans à s'engager avec les Volontaires nationaux. Il est incorporé le 1er septembre 1791 au 3e bataillon de volontaires de la Haute-Vienne, et il est nommé lieutenant le 3 octobre 1792.
Un caporal Peyrusson signe le 2 Germinal an II (22 mars 1794) un document certifiant les états de service de Pierre Mourier d'excellents du 20 octobre 1792 au 8 septembre 1793 au 3e bataillon de la Haute-Vienne. 
Chasseur à cheval
Il est promu capitaine le 14 Germinal an IV (3 avril 1796), et il est affecté au 22e régiment de chasseurs à cheval le 11 Germinal an V (31 mars 1797) par Bonaparte alors général en chef de l'Armée d'Italie.
Le 12 Vendémiaire an X (4 octobre 1801), il est nommé capitaine titulaire dans le 5e régiment de chasseurs à cheval.
Grenadier à cheval de la Garde
Il est ensuite nommé chef d'escadron au 1er escadron de grenadiers à cheval de la Garde impériale le 15 Vendémiaire an XII (8 octobre 1803). Le recrutement pour intégrer ce régiment est drastique, à savoir : être nanti d’une conduite exemplaire, avoir à son effectif douze ans de service, y compris trois campagnes, et mesurer au moins cinq pieds cinq pouces (1,75 m).
Chasseur à cheval

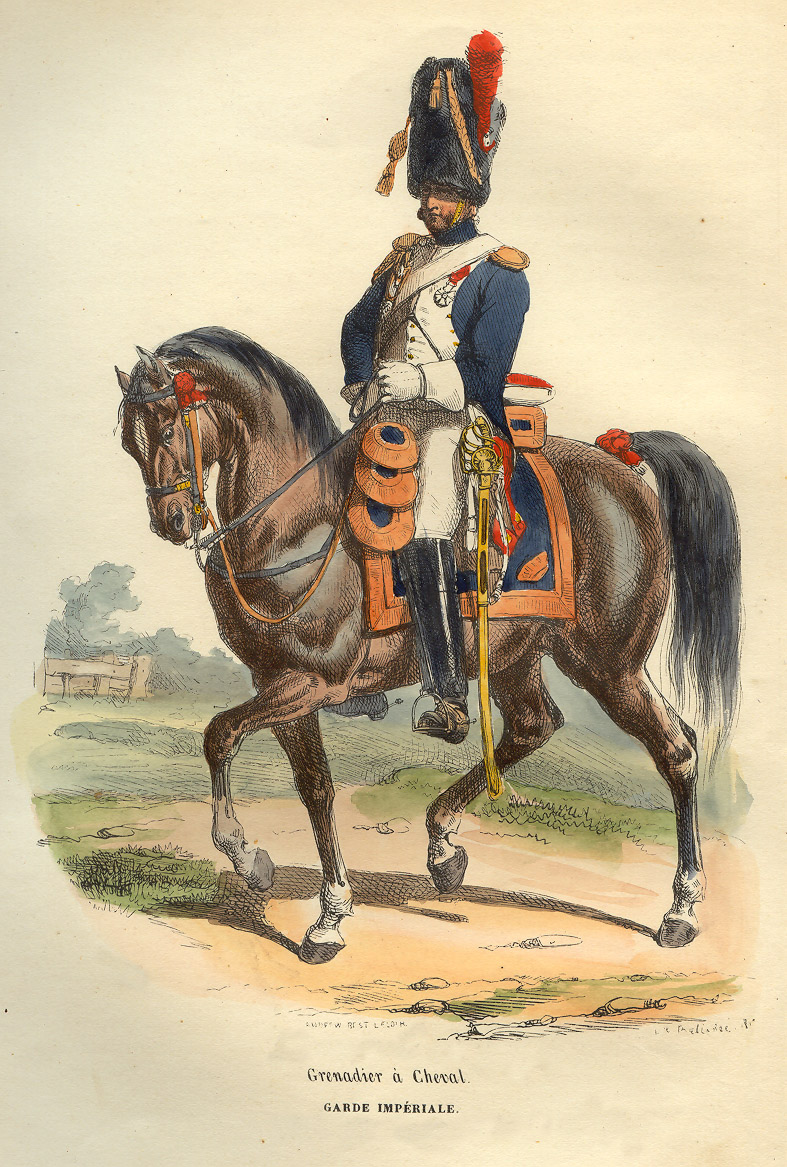
Grenadier à cheval de la Garde impériale

Colonel au 15e régiment de chasseurs à cheval le 12 Fructidor an XIII (30 août 1805), il est promu général de brigade au même régiment le 6 août 1811.
Services comptés jusqu'au 26 novembre 1826.
Il a été appelé en 1830 après les Trois Glorieuses en tant que Commandant de la Haute-Vienne.
Descendance
Célibataire, sans descendance.
Afin de transmettre son titre de baron, Pierre Mourier adopta son petit-neveu Pierre-Léon Chameau, qui devint ainsi baron Mourier. Né le 10 août 1811 à Limoges, y décédé le 1er novembre 1887, marié à Anne Duras, petite-fille de François Pougeard-Dulimbert, 1er préfet de la Haute-Vienne, député et baron de l'Empire.

## Campagnes[1]
- 1793, an II et III - Armée des Pyrénées Orientales
- Années IV à VII - Campagne d'Italie
- Prisonnier de guerre en Autriche à l'occasion de l'affaire de Vérone, du 6 germinal an VII (26 mars 1799) jusqu'en germinal an IX (mars-avril 1801).
- Ans XII et XIII - Campagne d'Italie
- 1807 - Grande Armée
- Reçu cinq coups de lance le 5 juin 1807 à la bataille de Guttstadt en Pologne contre les forces de l'Empire Russe.
- Prisonnier le 5 juin, il sera soigné et libéré le 21 août 1807 à la suite du traité de Tilsit.
- 1808 à 1810 - En Espagne et Portugal.
- 1812 à 1814 - Grande Armée.
- 1812 - Campagne de Russie en tant que général commandant la 9e brigade de cavalerie légère, rattachée au 3e Corps.
- Blessé le 7 septembre 1812 à la bataille de la Moskowa et en novembre à la bataille de la Bérézina.

## Titres et décorations
- Baron de l'Empire par décret impérial du 19 mars 1808 et lettres patentes du 19 janvier 1810[2]
- Légion d'honneur ;
  - Officier de la Légion d'honneur le 15 juin 1804[3].
  - Commandeur de la Légion d'honneur par décret du 2 septembre 1812. Signifié par le prince de Wagram et de Neufchatel
- Chevalier de l'Ordre royal et militaire de Saint-Louis le 19 juillet 1814 au Palais des tuileries par le duc de Berry.

## Armoiries
| Image | Blasonnement |
| ----- | --- |
|       | Coupé le premier parti de sable au lévrier passant, soutenu d'or ; et de gueules au signe des barons tirés de l'armée ; au deuxième de sinople à cinq chevrons d'argent superposés |